# Метал Юніон
 Приватне акціонерне товариство "МЕТАЛ ЮНІОН"  (раніше ЗАТ «ДОНБАСІНВЕСТГРУП»)  — велика українська фінансово-промислова група з диверсифікованим портфелем активів, інтереси якої зосереджені на інвестуванні в ринки, що розвиваються.

## Історія
2004 р. – рік заснування компанії.

2007 р. - відбувається консолідація активів у межах холдингу «ДОНБАСІНВЕСТГРУП». Починається формування зарубіжних активів групи: реєструється Metal Union (UK) LLP (Лондон) - компанія керуюча закордонними активами.

2009 р. - ЗАТ «ДОНБАСІНВЕСТГРУП» перейменовується у Закрите акціонерне товариство «МЕТАЛ ЮНІОН».

2010 р. - Рішенням загальних зборів акціонерів Закрите акціонерне товариство «МЕТАЛ ЮНІОН» змінює назву на Приватне акціонерне товариство «МЕТАЛ ЮНІОН».

2010 р. - «МЕТАЛ ЮНІОН» запатентував інноваційну технологію гравітаційного збагачення гематитової залізорудної сировини.

2013 р. - Приватне акціонерне товариство «МЕТАЛ ЮНІОН» отримало патент на винахід від Українського інституту промислової власності (УКРПАТЕНТ), а також від Роспатенту.

## Власники і керівництво
Голова Наглядової Ради Приватного акціонерного товариства «МЕТАЛ ЮНІОН» - Циплаков Руслан Петрович.

Голова Правління - Зіновкін Олександр Олександрович.

## Діяльність
Діяльність Групи спрямована на здійснення стратегічних інвестицій в ключові галузі економіки України: гірничодобувна промисловість, металургія, банківський і страховий бізнес, нафтопереробка і девелопмент.

Визначальними принципами діяльності «МЕТАЛ ЮНІОН» є максимізація вартості портфелю активів, ретельний відбір секторів для інвестицій, використання найбільш ефективних методів організації управління.

До групи входять: виробнича компанія ТОВ «Транс-Трейд», яка спеціалізується на розробці корисних копалин (залізна руда, хром і нікель), а також їх збагаченні, Публічне акціонерне товариство «КБ «ПІВДЕНКОМБАНК», охоронна фірма «Скат-ПКБ», будівельна компанія ТОВ «Глобус Плюс» (Донецьк).

## Відповідальність бізнесу
Беручи участь в управлінні компаніями, група «МЕТАЛ ЮНІОН» ставить перед собою завдання побудови збалансованих бізнесів і забезпечення їх сталого розвитку, основу якого складають:

-  зростання фінансових показників і економічнастійкість компаній;

-  стабільна виплата податків;

-  створення ефективних і безпечних робочих місць;

-  турбота про довкілля.